# Seloi Craic
Seloi Craic (Seloi Kraik, deutsch „Unter-Seloi“) ist ein osttimoresischer Suco im Verwaltungsamt Aileu (Gemeinde Aileu).

## Geographie
Seloi Craic liegt im Nordwesten des Verwaltungsamts Aileu. Südlich liegt der Suco Hoholau, südöstlich der Suco Seloi Malere und östlich der Suco Aissirimou. Im Norden grenzt Seloi Craic an das Verwaltungsamt Laulara mit seinen Sucos Madabeno, Tohumeta und Fatisi und im Westen an die Gemeinde Ermera mit ihren Sucos Samalete, Railaco Leten, Railaco Craic, Fatuquero (Verwaltungsamt Railaco) und Lauala (Verwaltungsamt Ermera). Einem Teil der Grenze zu Railaco Craic folgt der Fluss Aileu, der an der Grenze zu Fatisi in den Fluss Gleno mündet. Der Gleno fließt entlang der Grenze zu Lauala. Die Flüsse gehören zum System des Lóis. Seloi Craic hat eine Fläche von 43,36 km². Der Suco teilt sich in die zehn Aldeias Casamou (Casemu), Colihoho, Fatumane, Faularan, Halalmeta, Leobraudu, Lio, Raicoalefa (Rekoalepa) und Tabulasi, Talifurleu.
Im Norden treffen drei Überlandstraßen beim Dorf Darhai aufeinander. An der Straße nach Dili liegt der Ort Sarlala und etwas westlich das Dorf Fateran. An der Straße nach Gleno befinden sich die Orte Aibitikeou und Lidulalan. Die Straße nach Maubisse verlässt den Suco nach Seloi Malere in Richtung Süden. Im Zentrum von Seloi Craic liegen die Dörfer Siliboro, Casamou und Lio, dazwischen entsteht in der Regenzeit ein temporärer See, der Lago Seloi (Seloi-See). Im äußersten Südwesten befinden sich die Orte Tabulasi, Mautobalau, Halalmeta und Aimera Hun.
Grundschulen gibt es in Halameta, Lio, Sarlala, Tabulasi und Talifurleu. Lio hat eine medizinische Station.

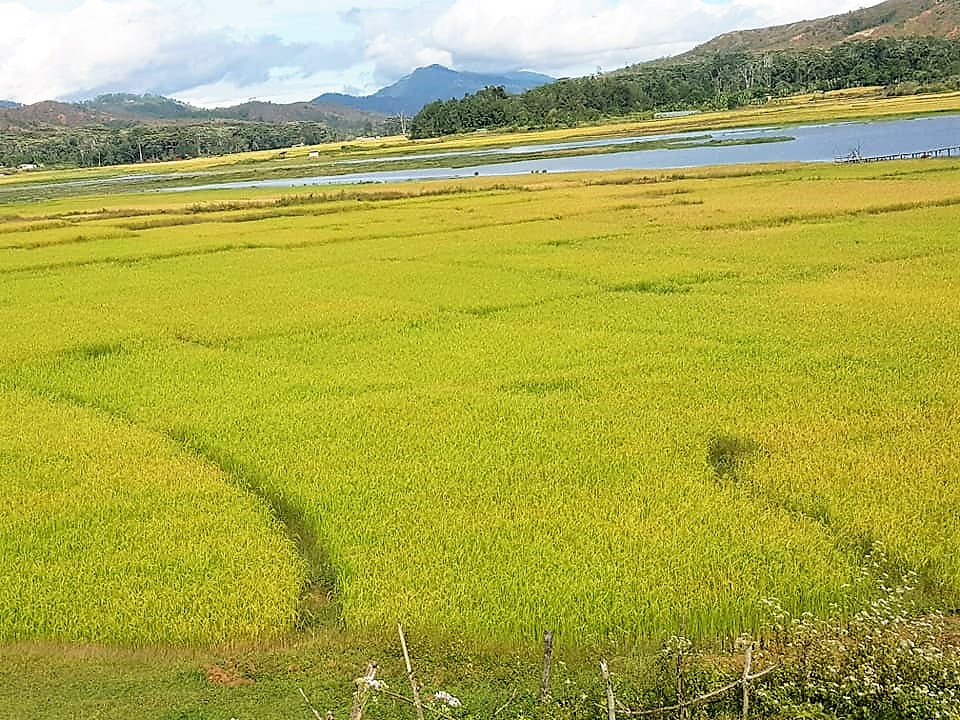
Reisfelder am Lago Seloi
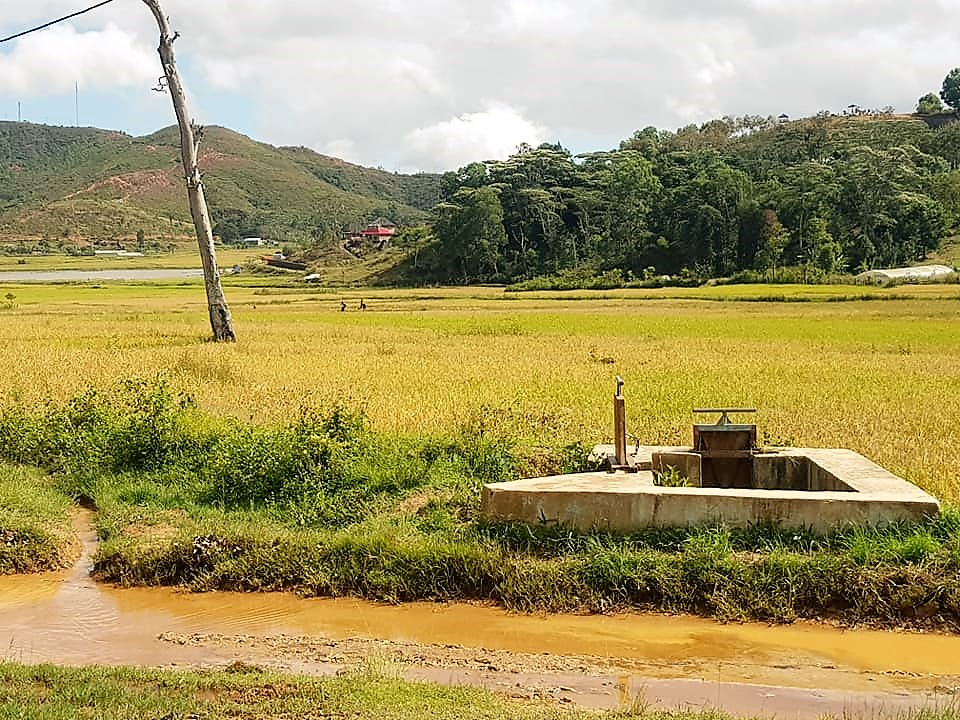
Bewässerungssystem am Lago Seloi
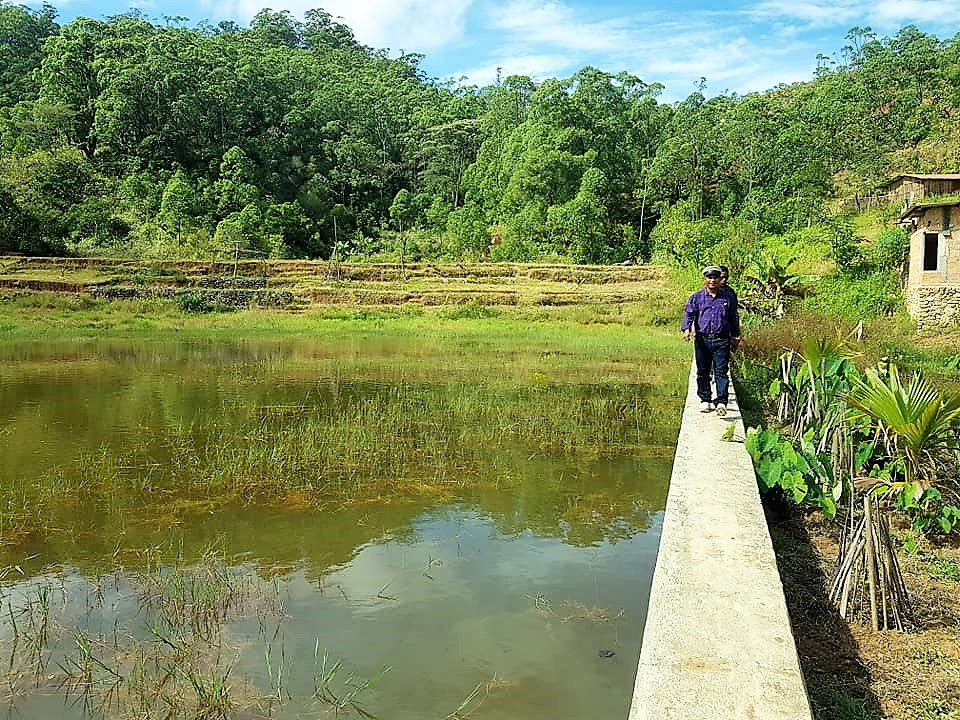
Aufgestauter Teich, nahe dem Lago Seloi

## Einwohner
Im Suco leben 4.186 Einwohner (2022), davon sind 2.231 Männer und 1.955 Frauen. Im Suco gibt es 662 Haushalte.
Über 72 % der Einwohner geben Tetum Prasa als ihre Muttersprache an. Über 26 % sprechen Mambai und eine Minderheit Tetum Terik.

## Politik
Bei den Wahlen von 2004/2005 wurde Manuel Quintão zum Chefe de Suco gewählt. Bei den Wahlen 2009 gewann José Domingos Pica und 2016 Gabriel Mendonҫa. Er wurde 2023 wiedergewählt.